# Chersotis vixsignata
Chersotis vixsignata là một loài bướm đêm trong họ Noctuidae.